# Karsay Ferenc (politikus)
Karsay Ferenc (Budapest, 1962. április 17. –) magyar tanár, politikus. 2014. október 12. óta Budapest XXII. kerületének polgármestere a Fidesz által. 

## Élete
1962-ben született Budapesten. 1985-től testnevelő tanárként dolgozott Budafokon, melyet még polgármesterré választása után sem hagyott abba. 2002 előtt a budafoki Hajós Alfréd Tanuszodában dolgozott tanárként, később uszodavezetőként. 
1970-től hivatásszerűen jégkorongozott. A Központi Sportiskola, a Ferencváros, az Újpesti Dózsa, a Miskolci Kinizsi és a MAC csapatai mellett a nemzeti válogatottban is játszott. 1985-90 között különböző korosztályos válogatottak edzője volt.
Nős, két gyermek édesapja.

## Politikai pályafutása
1997-től a Fidesz Budafok-Tétényi szervezetének elnöke. 1998-tól kezdve önkormányzati képviselő. 
2002-2006 között a Fővárosi Közgyűlésben az Oktatási Bizottság külsős tagjaként vett részt a munkában. 2006-2010 között a Petőfi Csarnok felügyelőbizottsági tagjaként, 2010-14 között pedig Budapest Főváros Vagyonkezelő Kft-éjének felügyelőbizottsági elnökeként tevékenykedett. 2014 óta Budafok-Tétény képviselője a Fővárosi Közgyűlésben. 2002-2006 között Németh Zsolt, 2010-2014 között pedig Németh Zoltán politikai munkatársa volt. 1998-2002 és 2010-2014 között a külügyminiszter önkormányzati ügyekkel kapcsolatos tanácsadója volt.
2014-ben megnyerte az önkormányzati választást, ezzel Budapest XXII. kerületének polgármestere lett. 2019-ben és 2024-ben is újraválasztották.

## Díjai
- Hazáért Érdemkereszt ezüst fokozata (2001)
- Hazáért Érdemkereszt arany fokozata (2009)
- A Magyar Érdemrend lovagkeresztje (2012)